# 大平礼三
大平 礼三（おおひら れいぞう、1935年3月7日 - 2024年6月6日）は、日本のバスケットボール選手である。

## 経歴・人物
福島県いわき市に生まれる。福島県立磐城高校卒業。明治大学出身。1956年メルボルンオリンピックに出場した。